# نووا وس (ناحیه پراگ-شرق)
نووا وس (ناحیه پراگ-شرق) (به چکی: Nová Ves) یک منطقهٔ مسکونی در جمهوری چک است که در ناحیه پراگ-شرق واقع شده‌است. نووا وس ۱٫۹۸ کیلومتر مربع مساحت و ۱٬۱۰۸ نفر جمعیت دارد و ۱۸۵ متر بالاتر از سطح دریا واقع شده‌است.